# Kengeri (ort)
Kengeri är en ort i Indien.   Den ligger i distriktet Bangalore Urban och delstaten Karnataka, i den södra delen av landet, 1 700 km söder om huvudstaden New Delhi. Kengeri ligger 801 meter över havet och antalet invånare är 42 386.
Terrängen runt Kengeri är platt. Runt Kengeri är det mycket tätbefolkat, med 1 266 invånare per kvadratkilometer. Närmaste större samhälle är Bangalore, 13,9 km nordost om Kengeri. Omgivningarna runt Kengeri är en mosaik av jordbruksmark och naturlig växtlighet.